# 운비우늄
운비우늄(Unbiunium, Ubu)은 미발견된 121번 원소이다. 알파 붕괴를 하며 우누넨늄을 생성할 것으로 추정된다. 안정성의 섬에 들어가 반감기가 길 것으로 예측된다.